# Francisco Cervantes de Salazar
Francisco Cervantes de Salazar (Tolède, v. 1521-Mexico, 14 novembre 1575) est un écrivain espagnol.

## Biographie
Il fait des études à l'Université de Salamanque et en 1539, accompagne le licenciado Pedro Girón aux Pays-Bas où il rencontre Jean Louis Vivès.
Devenu professeur à l'Universidad de Osuna (1546), il publie la même année un recueil de trois œuvres comprenant Apólogo de la ociosidad y el trabajo de Luis Mejia, Introducción y camino de la sabiuduría de Vives et le Diálogo de la dignidad del hombre de Fernán Pérez de Oliva qu'il complète pour les deux tiers de l'ouvrage.
Vers 1550, il part s'installer à Mexico et devient professeur à l'Université du Mexique dont il sera par deux fois recteur. Il meurt le 14 novembre 1575 chanoine de la cathédrale de Mexico.
Il fait partie des auteurs à qui est attribué le premier roman picaresque, La Vie de Lazarillo de Tormes (1554).

## Œuvres
- Obras, 1546 (dédicacé à Hernán Cortés)
- Commentaria in Ludovici Vives, 1554
- Crónica de la Nueva España, v.1560 (inachevée)